# Чебанов, Сергей Николаевич
Серге́й Николаевич Чебанов (14 апреля 1959, Уссурийск, Приморский край, РСФСР, СССР) — советский и российский футболист, тренер.

## Карьера

### Клубная
Начинал выступления в большом футболе за владивостокский «Луч». Значительных успехов не достиг, однако вызвался в сборную РСФСР. В итоге попал на заметку к тренерам кировского «Динамо» В. Овчинникову и В. Чернозубову. В 1982 году вместе с новой командой дебютировал в 1-й лиге первенства СССР по футболу. В 1987 году перешёл в клуб 2-й лиги «Звезда» из Перми, с которым уже на следующий год играл в 1-й лиге. Однако команда выступила неудачно и опустилась снова дивизионом ниже. После развала «Звезды» играл в «Амкаре».
Игрок-универсал. Мог сыграть как на острие атаки, так и в обороне.

### Тренерская
Первый главный тренер женского футбольной клуба «Звезда-2005», неоднократного победителя чемпионатов России. С 2006 года является тренером пермского «Локомотива».

## Достижения
- Победитель зоны «Урал» Второго дивизиона: 1998
- Обладатель Кубка РСФСР: 1987
- Второй Лучший футболист Пермского края: 1998

## Семья
Женат вторым браком. Двое детей — дочь от первого брака Юлия, сын от второго брака Егор.